# Institut supérieur des métiers
Ne doit pas être confondu avec Institut supérieur des métiers de Laval.
Pour les articles homonymes, voir ISM.
 (août 2015).
L'Institut supérieur des métiers (ISM), créé en 1990 par l'État, l'Assemblée permanente des chambres de métiers et de l'artisanat (APCMA) et l'Union des entreprises de proximité (anciennement Union professionnelle artisanale), est un centre de ressources et d'étude sur l'artisanat et la très petite entreprise,.

## Présentation
Michel David, premier Directeur de l'artisanat, en a été le président jusqu'au 30 mai 2000, date à laquelle Anne de Blignières-Légeraud, docteure d'État, maître de conférences à l'Université Paris-Dauphine, lui a succédé. L’ISM est dirigé par Alexis Govciyan.
L'objet de l'ISM, fixé par l'article 2 de ses statuts est de :
- « développer la recherche sur l'évolution du secteur des métiers et sur sa place dans la société française et européenne et diffuser les résultats de cette recherche dans le secteur des métiers.

- organiser la formation et le perfectionnement des agents d'animation économique et des cadres de l'artisanat, notamment par l'apport des résultats de ses études et de ses actions.
- susciter et animer un réseau de compétences susceptibles d'assurer l'adaptation et l'utilisation des innovations et des technologies par le secteur des métiers, et étudier le mode de diffusion de ces innovations.
- étudier les méthodes et proposer les actions permettant d'assurer la participation de l'artisanat au développement local ».

## Historique
C'est sous le deuxième septennat de François Mitterrand que, dès 1988, le ministre délégué au commerce et à l'artisanat, François Doubin,  entame une réflexion sur les mesures à prendre pour que les entreprises artisanales puissent accéder plus facilement aux innovations. Il confie au cabinet Brunhes une étude visant à la création d'un organisme susceptible de remplir cette mission. Les préconisations de cette étude seront de remplacer le Centre d’études et de perfectionnement de l'artisanat et des métiers (CEPAM) par l'Institut supérieur des métiers (ISM). Le 15 février 1990, un décret portant sur les actions de développement économique dans l'artisanat stipulera, dans son article 12, les grandes missions du nouvel organisme notamment celle-ci :
« Cet organisme contribue également à mettre à la disposition du secteur des métiers des capacités de recherche, de formation, de transfert de technologies détenues par les universités et les centres techniques ».
Le 5 juillet 1990, les statuts fondateurs sont signés par le ministre François Doubin, le président de l'Assemblée Permanente des Chambres de métiers (APCM) Jean Paquet et par le président de l'Union Professionnelle Artisanale (UPA) Albert Léon.
Ce sera également François Doubin, ministre délégué au commerce et à l'artisanat dans le gouvernement de Michel Rocard, qui installera le 17 juillet 1990, dans les locaux du ministère, le premier conseil d'administration du nouvel organisme.La personne ayant porté tout ce projet auprès du Ministre aura été sa conseillère technique, Françoise Sabatier, qui deviendra ensuite Commissaire Générale de la SEMA société d'encouragement aux métiers d'art, devenue INMA, Institut National des Métiers d'Art en juin 2010.
Lors de cette installation, le Ministre insistera sur l'importance pour l'ISM, d'être un centre de ressources et de travailler en réseau. 
Dès février 1991, Claude Fournier, alors directeur du département développement technologique innovation (DTI) puis directeur adjoint de l'ISM, commence à concevoir et à mettre en place un réseau destiné à ouvrir l’artisanat aux sources du développement technologique des entreprises en tissant des liens avec l'ANVAR (devenue OSEO, puis Bpifrance), l'Observatoire des sciences et techniques (OST) avec qui sera faite la première enquête scientifique sur la technologie et l'innovation dans les entreprises artisanales (enquête TIME technologie innovation dans les métiers), le réseau des centres techniques industriels (CTI), le réseau des Associations de développement de l'enseignement et de la recherche (ADER), les réseaux de diffusion technologique régionaux (alors connus sous le nom de réseaux Curien, du nom du ministre qui les avait créés) et le réseau d'étude des changements dans les localisations et les unités spatiales (RECLUS). Il conçoit et développe en parallèle le réseau de diffusion technologique dans l'artisanat (RDTA) constitué de centres alliant formation et appui technologique ainsi que les conseillers en développement technologique (ingénieurs recrutés, avec le soutien financier de l'État, par les Chambres régionales de métiers). Cette animation de réseaux, par l'interactivité créée, participera de façon significative à la reconnaissance de l'artisanat en matière de développement technologique. L'ISM représentera l'artisanat dans de nombreux comités relatifs au développement technologique des entreprises, il aura su être pionnier en matière d'adaptation des technologies de l'information et de la communication (TIC) pour l'artisanat : création d'outils de travail collaboratifs disponibles au sein de communautés virtuelles, lettres électroniques spécialisées, plate forme de formation à distance, modules interactifs de formation à distance pour les artisans etc. Dans les années 2000, à l'initiative de sa Présidente, Anne de Blignières-Légeraud, profitant de l'expérience acquise par la mise en place, le développement et l'animation de ces réseaux à caractère technologique et innovant, Claude Fournier développera la mise en place d'un nouveau réseau, unique en son genre le réseau artisanat-université, qui ouvrira le monde de la recherche universitaire en matière économique et sociologique à l'artisanat en créant des équipes composées de chercheurs et d'artisans,,. En 2006, l'ISM se verra confier la gestion du label d'État "Entreprise du Patrimoine Vivant (EPV)" en application de la loi en faveur des petites et moyennes entreprises de 2005 et de son décret d'application. 

## Instances
L'Institut Supérieur des Métiers (ISM) est administré par un conseil d'administration de 16 membres, comprenant des représentants de l'État, des personnalités qualifiées ainsi que des représentants des Chambres de métiers et de l'artisanat et des Organisations Professionnelles de l'artisanat.
L'Institut est soutenu par le Ministère de l'Économie, de l'Industrie et du Numérique (Secrétariat d'État chargé du Commerce, de 
l'Artisanat, de la Consommation et de l'Économie sociale et solidaire) et plus particulièrement par la Direction Générale des Entreprises.

## Missions
L'ISM poursuit quatre missions complémentaires d’intérêt général :
- Produire de la connaissance sur l’artisanat ;
- Informer sur l'évolution du secteur et son environnement ;
- Renforcer les compétences des réseaux d’accompagnement ;
- Piloter des dispositifs d'appui au développement des entreprises.

### Produire de la connaissance sur l'artisanat
Il s'agit d'anticiper les impacts des évolutions du secteur de l’artisanat et des métiers. Dans ce domaine, trois types d'actions sont ainsi menées : 
- Études et travaux de recherche sur l'artisanat

Ayant développé une forte expertise en matière d’étude sur l’artisanat et la petite entreprise, que ce soit sous la forme d’enquêtes ou de travaux de recherche conduits en partenariat avec l’université, l’institut intervient sur tous les sujets qui lui sont confiés par les acteurs et organisations chargés du développement économique.
- Tableaux de bord sur l'artisanat

L'ISM capitalise l'information statistique disponible sur l'artisanat et la petite entreprise sous forme de tableaux de bord, de façon à pouvoir suivre et mesurer les évolutions, mais aussi collecter ou produire annuellement des indicateurs significatifs des performances du secteur et des mutations en cours,,.
- Partenariats universitaires

Le Réseau Artisanat-Université, mis en place dans les années 2000, réunit artisans, chercheurs universitaires, organisations professionnelles de l'artisanat et chambres de métiers et de l’artisanat afin d'analyser les pratiques des entreprises artisanales en France.
Les travaux de recherche menés dans ce cadre ont donné lieu à de nombreuses publications et à un Inventaire des publications sur l’Artisanat et la petite entreprise depuis 2000.

### Informer sur l'évolution du secteur et son environnement
- Espace de veille sur les évolutions de l'artisanat et des petites entreprises[20].

L'Institut Supérieur des Métiers dispose du seul Centre de Documentation national qui assure une activité permanente de veille et d'information sur les questions intéressant l'entreprise artisanale, et plus largement la petite entreprise. Le Centre anime depuis 2010 un Espace de veille qui permet de suivre les grands enjeux de l’artisanat, à travers des dossiers filières et thématiques, et constitue un outil de mutualisation de la veille réalisée dans les différentes organisations.
- Observatoire des aides aux entreprises [21]

L’Observatoire des Aides aux Entreprises est un service d’information sur les aides publiques aux entreprises qui permet de connaître tous les dispositifs financiers publics (environ 3000) proposés aux entreprises sur le territoire national. Dans le cadre des mesures de simplification du Gouvernement, l'Observatoire des Aides a été retenu comme base de données de référence sur les aides publiques aux entreprises sur le plan national.

### Développer les compétences des réseaux d’accompagnement
- Formation des élus et responsables de l’artisanat

Une des missions essentielles confiées par ses partenaires à l’Institut Supérieur des Métiers porte sur le développement d’une activité de formation pour accompagner les élus socioprofessionnels de l’Artisanat dans leurs mandats de représentation, de promotion et de développement de leur secteur. Dans ce cadre, l’Institut assure la conception de formations sous forme d’actions ponctuelles ou de dispositifs complets de formation des élus, en partenariat avec l’Assemblée permanente des Chambres de métiers et de l'artisanat (APCMA) et l'Union professionnelle artisanale (UPA) et avec le soutien du FAFCEA (Fonds d'Assurance Formation des Chefs d'Entreprises Artisanales). 
- Appuis techniques aux organisations et aux réseaux d’accompagnement

L’Institut Supérieur des Métiers, en réponse à des sollicitations variées de chambres de métiers et de l’artisanat, d’organisations professionnelles et de partenaires, a développé une offre diversifiée d’appuis dans le domaine de l’action économique, que ce soit sous forme d’animation de conférences, d’ingénierie d’outils ou de séminaires.
- Formation des élus locaux

Agréé par décision ministérielle du 3 juin 2014 pour dispenser de la formation aux élus locaux, l’Institut Supérieur des Métiers s’appuie sur son expertise afin de développer une offre de formation à la compréhension des acteurs économiques du secteur de l’artisanat et du commerce de proximité d’une part, et à l’analyse du rôle et de l’impact de ce secteur sur la dynamisation du tissu économique et des territoires d’autre part.

### Piloter des dispositifs d'appui au développement des entreprises.
- Animation du réseau des  Pôles d'innovation pour l'artisanat et les petites entreprises[27].

Organisés en réseau, les Pôles d’innovation ont vocation à susciter, promouvoir et accompagner les projets d’innovation des artisans dans un secteur d’activité ou dans un domaine spécifique.
En étroite collaboration avec la Direction Générale des Entreprises (DGE), l’ISM est chargé d’animer ce réseau, d’en faire la promotion et d’en soutenir le développement.
- Secrétariat de la Commission Nationale de labellisation des "Entreprises du Patrimoine Vivant"(EPV)[28]

L' ISM assure le secrétariat de la Commission nationale de labellisation des Entreprises du Patrimoine Vivant (EPV), qui vise à promouvoir le développement des entreprises de production, de restauration ou de transformation détenant un « savoir-faire rare renommé ou ancestral, reposant sur la maîtrise de techniques traditionnelles ou de haute technicité et circonscrit à un territoire », Cette commission réunit plusieurs personnalités qualifiées du monde de l'artisanat et des métiers d'art ainsi que des représentants des ministres concernés. L’ISM contribue également à la promotion et à la valorisation de ce label d’État et des entreprises labellisées.